# 新聞配達
新聞配達（しんぶんはいたつ）は、職業の一つ。日本独自のシステムである新聞販売店が行う業務全般を指す。業務内容は、配達、集金、営業、区域管理、補助業務に大別されるが、一般的に新聞配達と呼ぶ場合、配達のみを指す。
業務に携わる者は、専業（正社員）、臨配（配達専門の臨時スタッフ）、アルバイト・パート、契約社員、新聞奨学生などから構成されており、一部の例外を除き、新聞販売店に所属した者達が作業を行っている。通称として「新聞配り」、「新聞屋（さん）」などとも呼ばれる。
雇用形態問わず従業員数として見た場合、2024年10月現在、日本全国で207,529人がこの業務へ従事している。

## 配達

### 概要
基本業務は、朝刊と夕刊の配達に分けられる。他に、重大な事柄や突発的な事件が発生した時に臨時に発行される号外を配達する場合もある。なお近年は購読部数の減少から多くの新聞が地方部を中心に夕刊の配達を終了している。
新聞を配達する前には、新聞へ折り込みチラシを入れる必要がある。これは新聞販売店が地元企業や折り込み業者等と契約しているもので、薄利多売の新聞販売店にとっては貴重な収入源となっている。基本的にはチラシは朝刊に入れるものであるが、夕刊にも入れる場合もある。また、どこの新聞にどのチラシを入れるかは契約により決まっており、同じ販売店でも新聞の種類によってチラシの量が違うことが顕著である。
新聞販売店の配達区域はいくつかのコースに分けられ、朝刊ではそれぞれのコースが午前6時すぎに配り終えることができるように設定されている。

### 業務区分
配達業務としては、以下の作業がある。
配達
新聞を、ポストなど購読者指定の場所へ投函する作業であり、この業種の根本を成す基本業務である。
チラシ入れ
配達前に新聞へチラシを入れ込む作業。ほとんどの場合は手作業で入れる。
増減記入
担当区域の新聞の増減状況を帳簿などへ記入する。
ダイレクトメールの発送
新聞販売店によってはダイレクトメールなどの宅配を請け負っている所もある。場合によってはダイレクトメールに変わって「ポスティング」となる場合もある。
順路帳記入
配達ルートと各戸の位置や備考が記入された帳簿を作成・メンテナンスする。配達は基本的にこれを見ながら行われる。これに不備があると配達が出来ないためにクレームが発生することもある。
保管物の管理
購読者が不在などの時、新聞販売店が一定期間の新聞保管を依頼されることがある。
保管物の届け
保管物を約束の期日に届ける。
伝達事項の連絡
配達の際に、購読者から直接要件を伝達される場合がある。その内容を販売店へ連絡する。
実情は、担当範囲が比較的曖昧であり、その内容は販売所によって異なっている。また、ほとんどの販売店では従業員数が少ないことや、勤務時間の特殊性から、担当者間である程度の融通を利かせることが多い。
業務責任で単純比較した場合、配達のみの作業が一番軽いため、専業は新聞奨学生またはアルバイトへ配達を一任して他業務へ専念する場合が多い（専業社員は全従業員数の16%前後）。一般に「新聞配達」といえばアルバイトのイメージが強いのはこのためでもある。

### 運搬手段
主として、新聞販売店に積み重ねているチラシ折り込み済の新聞を、原動機付自転車または自転車へ積み替え、目的の家の前に停めて新聞受へ投函する。例外として集合住宅（マンション）や住宅過密地において、肩からぶら下げた紐で新聞束を支えて徒歩で配達する地域もある。

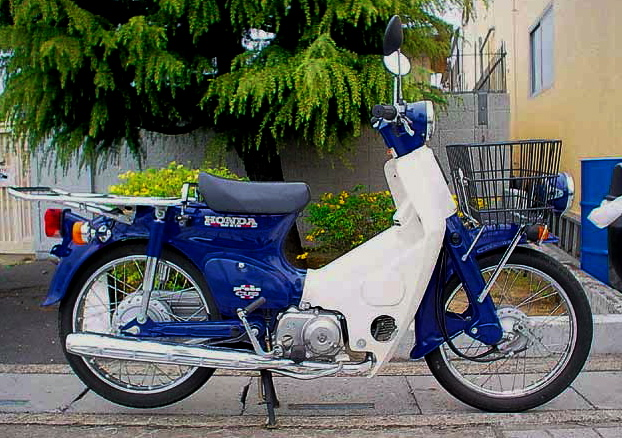
ホンダ・プレスカブ50

オートバイは、前バスケットとリアキャリアを備えた新聞配達仕様がメーカーにより設定されている。
アンダーボーンタイプ
- ホンダ・プレスカブ
- ヤマハ・ニュースメイト
- スズキ・新聞バーディー

スクータータイプ
- ホンダ・ベンリィ プロ/トピックPRO
- ヤマハ・ニュースギア
- スズキ・スーパーモレ

新聞が非常に厚い場合や、チラシの量が多かったりする場合には、一度に積みきれないために新聞販売店との間を何度も往復する事もある。状況によっては自動車などで、区域の最寄りの決まった場所へ新聞を置いておき、そこから補充して配達する場合もあり、これは中継・転送・大配・落としなどといわれる。
自転車の前籠に新聞を筍状に積み上げるテクニックもあり、タケノコと通称される。前籠に重量が掛かるため、運転には慣れと技術を要する。
また降雪時にはオートバイの場合、チェーンを取り付けるなどの対策が必要である。雪雨だけでなく、台風の日にも新聞を配る必要があるため、オートバイ、自転車共にそれなりの準備が必要である。

### 配達部数
作業者一人当たりの受け持ち部数は地域によってかなり変動があるが、都市部では多く、地方では少ない傾向がある。
都市部の場合には、マンションなどの集合住宅が多く、集合ポストへの投函で済むことが多いために、1部あたりの作業負荷が少ないので配達部数が多めに割り振られる。300部を越える場合も多く、集合ポストの比率が極端に高い区域では500部から600部を越える場合もある。
地方の場合には、住宅密集地を除けば住宅同士の距離が遠く、配達もそれに応じた労力を必要とされる。また、雪国の場合には冬の積雪のために配達が非常に困難になるなどの事情もあるため、部数も少なめに割り振られる。村落では特にその傾向が強く、100部を割る区域も珍しくない。
いずれの場合にも、チラシの量、集合ポストの割合、路面の状態、ポストの位置、エレベータ使用数、階段の段数などの要因によって大きく異なってくるため、部数だけでは、担当者の作業負荷を単純比較できない。

### 順路帳
順路帳とは、配達する読者の名前や順路、配達する新聞の種類などを記した帳簿である。基本的には区域毎に帳簿が独立しており、配達者はこれを見ながら配達業務を行う（ある程度慣れれば見なくなることが多い）。読者宅の位置は「順路記号」という独特の記号によって表され、順路帳の内容を理解するには、まずこの順路記号の読み方を習得する必要がある。他に、配達時間指定やポストの種類などの配達に関する付加情報が全て記載され、配達業務の生命線ともなる重要な帳簿である。
順路帳の用紙は、防水加工されているものと、そうでないものがある。防水加工されていない用紙は雨天などで破損しやすく、濡れた場合には乾かす手間が発生する。このため、防水加工が施された用紙のほうが配達者には好まれるが、これはコストが高く、パソコンから印刷する場合にも特殊なプリンタが必要という事情があるため、防水加工されていない用紙もまだ使用されている。

### 降水対応の梱包
雨や雪の日には、新聞が濡れないようにビニールシートへ梱包して配達する販売店がほとんどである。これは手作業となるために、部数に比例して準備時間が必要になる。そのため、実際に配達の作業に取りかかる時間が遅くなってしまう。雨ビ（あめび）・雨ビル（あめびる）とも通称される。前者は下記のような機器で梱包すること、後者は広告が厚く機器を使用できない場合や機器が故障しているなどで新聞用のビニール袋に手作業で入れることとして区別されることが多い。
ビニール梱包する専用の機械は、主に以下の企業から販売されている。
- 株式会社プレッシオ - レイン坊シリーズ
- 株式会社デュプロ東和 - ジョイナーシリーズ（製造は電元オートメーション株式会社）
- デュプロ株式会社 - デューラップシリーズ
- アーム産業株式会社  - パックマンシリーズ
- 日本新聞自動販売株式会社 - ラップくん
- 川上機工株式会社 - ラッピングマシーン（製造は株式会社丸山機械製作所）

### 事故とペナルティ
一部の新聞販売店では、購読者から事故のクレームがあった場合に担当者へペナルティを課している。主な事故内容は以下の通り。
不着
新聞が配達されない。盗難（スポーツ新聞が多い）も含まれる。
未着
客の所望した時刻までに新聞が配達されない。配達者がまだ帰店して居ない場合のみ当てはまる点において、不着とは扱いが異なる。
誤配
配達された新聞の銘柄が誤っている。もしくは購読者でないところへ配達される。
止め漏れ
購読者より、前もって一時的な購読休止の連絡があったにもかかわらず、配達される。不在時にポストへ投函されていると、美観上よりもむしろ防犯上の問題やポストが溢れる原因にもなる。
再入漏れ
止め漏れの逆で、一時的な購読休止期間を終えたにもかかわらず、配達されない。新聞が届いていない点では不着とも言えるが、通常は区別される。
破損
新聞が破れていた場合。雨などで濡れていた場合（顧客の不良ポストによるものも含む。表側は問題なくても裏側が壊れているケースがほとんど）や、泥などが付着している場合も含まれる。
購読者からのクレームとは異なるが、ペナルティ対象となる配達業務での事故は以下の通り。
遅配
何らかの事情により担当者が規定の配達開始時間に間に合わず、遅れて開始した場合は遅配と見なされる。一般業種でいう遅刻に該当する。発覚が遅れると未着のクレームが頻繁に来る事となる。
欠配
何らかの事情により担当者が配達しなかった場合は欠配と見なされ、他の者が配達を代行する。一般業種でいう無断欠勤に該当する。遅配と同様、発覚が遅れると未着のクレームが頻繁に来る事となる。
ペナルティについては、新聞販売店毎クレーム1件につき給与から一定額が差し引かれるよう独自に規定されていることが多い。ペナルティが課せられる場合、その額は100円から1000円の帯域に収まることが多い。許容範囲（不着等は誰でも必ず一定数はあるため完全には避けられないが、例えば月10件以上を数ヶ月にわたりコンスタントに継続する等）を超えた場合には、単なる罰金では済まず、始末書、マイナス査定や解雇対象などの厳しい対応が待っている。特に欠配については、配達ペナルティの中で一番厳しい評価が下される。

### 盗難・事故・その他
- 自転車での配達時や、階段の多い配達区域では気温の高い日にはかなり多くの汗をかくために、稀に脱水症状などを起こす者も出る。このため作業中の水分補給が必須となる。
- 気温の低い日には路面凍結のために、転倒事故が時々ある。
- 朝刊時（特に冬場）には、まだ日が昇っていないために屋外は非常に暗い。このため、不慣れな配達員には怪我が多い。またベテラン、初心者を問わずにタクシー等との出会い頭の交通事故も多い。
- 大雨や台風などの天候異常時に遭遇した場合、比較的ベテランの者でも、普段より多めの配達時間を要する。
- 勤務時間が早朝など特殊な関係上、所定の出勤時間に遅刻する者が他業界と比較すると、かなり多い。
- 特殊な注文を出す購読者が時々いる（朝4時までに配達して欲しい（時間指定。特に朝早くから出勤する読者）、庭に立ち入られるのが嫌なので石を入れて玄関先に投げて欲しい、同居者に購読を知られたくないので足音を立てないで欲しい、諸紙や業界紙に本紙のチラシを挟んで欲しい、地域外の特定の店舗のチラシが欲しいなど）。他の個別宅配業務と同様に、配達担当者には、これらの注文へ臨機応変に対応する能力が問われる。
- 配達された新聞が、第三者や他紙の新聞販売店によって盗まれる場合もある。その際、実際は不着ではなくても、業務円滑上、事実の調査などはされずに単純不着とみなされ、配達員にはペナルティが課せられる。配達員への個人的な嫌がらせに利用されることもある。
- 極端な過疎地では新聞販売店による配達が行われず、郵便によって配達される。この場合、新聞販売店は購読者から郵送料を徴収する。また、奄美大島南部の加計呂麻島ではバスにより配達が行われている[4]。
- オートロックのマンションに一般の配達員は立ち入れない。この場合普通は集合ポストに配達するのだが、マンション住民を雇用し専属スタッフとして配達業務に当たらせることで戸別配達を実施している販売店もある。

## 集金

### 概要
新聞購読している各家庭を回り、新聞購読料を徴収する作業である。作業時期は主に毎月の月末に集中する。家庭毎に様々な生活パターンがあるために、必然的に作業時間帯が不規則になる。最近は口座自動振替やクレジットカード払いが増加しており直接支払う家庭が減る傾向にあるが、読者を縛る（縛り=購読契約の継続）ためのコミュニケーションとして対面による集金が重視されている。

### 業務区分
集金担当者は、配達と同様に区域毎に担当者が分かれており、多くは配達担当者本人または代配が行う。集金専門の場合もある。集金業務には以下のような作業がある。
購読料の徴収
購読者から一定の購読料を受け取り、引き替えとして領収書を渡す作業。集金作業のメイン業務である。
届け物
PR刊行物や古紙袋の手渡し。いずれも届け物の正式名称は新聞の銘柄に依って呼び方は異なる。
契約
営業と作業が重複するが、この場合にはあくまでも「集金中のついで」に既存の客へ契約の更新を確認し、継続の意志があれば契約書にサインして貰うのみに留まる。集金中の付随業務と見なして、本来は営業を行わない新聞奨学生にも行わせている販売店が多い。
拡材提供
依頼された拡材（購読に対するサービス品）を届ける。プロ野球のチケットや、洗剤、ビール券などがある。感覚的には「付け届け」や「ばらまき」である。
領収書配布
購読料と引き替えに手渡しする領収書とは別に、口座自動振替の家庭を回り領収書を投函する。既に購読料が引き落とされているため、直接手渡しする手間を掛けることはまずない。
伝達事項の連絡
集金の際に、客から直接要件を伝達される場合がある。この内容を販売店へ連絡する。時間のない配達中とは異なり、比較的込み入った要件が多くなる。

### 作業時間の特殊性
概要にも示した通り、家庭毎に生活パターンの違いがあるため、集金する者も購読料徴収のために、ある程度それに合わせて作業時間帯を調整することが要求される。特に、独身の独り住まいや、出張の多い家庭から集金する場合、日中に訪問してもまず対面できないため、深夜に訪問することになる。逆に、高齢者の独り住まいや、小さい子供のいる家庭では、遅い時間帯に訪問することはクレーム対象にもなりかねないので、早めの時間帯に訪問することになる。このように、実質的な拘束時間が増え、不規則な作業時間帯となるために、集金作業は他の新聞配達業務よりも負担が大きいと言われる。
この作業時間上の負荷を軽減するために、各新聞社では口座自動振替を奨励しており、増加傾向にあるが、手続きの煩わしさや、店員と直接対面することによる顧客側のメリット（拡材提供などのサービス）が減ることもあり、あまり大きくは進んでいない。

### 集金手当
一定期日までに担当区域の集金を済ませれば、新聞販売店から数千円から2万円程度の手当を支給される場合が多い。しかし、客によっては期日までにどうしても購読料を支払えない事情がある、また新聞購読契約上の問題や、訪問しても不在がちであるなどの事情により、集金担当者が徴収できない場合がある。このような時には、集金担当者が自腹を切って、「みなし」で集金達成を行う場合が多い。あくまでも客の都合による部分が大きいために、新聞販売店もそれを黙認している傾向があり、中には自腹を切ることを半ば強要している新聞販売店もある。自腹を切って他の日に購読料を徴収できればいいが、場合によっては結局徴収が不可能なままで、集金担当者が購読料を負担しているケースも多々見受けられるのが実情である。

### その他
- 客の都合により、集金の期日や時刻を指定される場合がある。
- 直接新聞販売店へは連絡せずに、客から集金担当者へ直接値引きを要求される場合がある。
- 不在がちな家庭に対しては、催促する書面を投函したり、電話で催促したりすることとなる。
- 不在がちな家庭へ早朝に集金を行う事を「朝駆け」、逆に深夜に集金を行う事を「夜駆け」という。
- 締日までに集金できなかった契約を「残証（ざんしょう）」、集金を諦めて取り立てもしないことにした契約を「廃証（はいしょう）」という。
- 事情により購読料を支払えない客に対しては、配達を停止することとなる。「残証崩れ（ざんしょうくずれ）」「廃証崩れ（はいしょうくずれ）」または単に「崩れ」と呼ばれる。
- 領収書の片割れは「証券（しょうけん）」と呼ばれ、集金時にメモ代わりに使い、店舗に戻った後リストの記入「消し込み（けしこみ）」に使用する。

## 営業

### 概要
いわゆる新聞勧誘のこと。新たな新聞購読者を獲得、または現在の購読者へ継続購読を勧める活動を指す。新聞販売店に所属しているという立場上、新聞拡張団と比較すると、強引な営業は困難であり、契約に際して提供できる拡材が比較的少ないなど、若干営業内容が異なる。身分証明書や名刺を携帯している場合が多い。また、同じ条件で契約を獲得した場合、新聞拡張団よりも契約手当が大幅に少ないため、新聞販売店にとってはコストが低く抑えられる。
アポイントメントなしで唐突に個人宅へ訪問し、一旦会話が始まると契約に結びつくまで極力粘ることがあるので、大半の訪問販売と同様に世間的に疎まれることの多い作業である。現在の大手新聞の勧誘は、大都市圏を中心に行われており、数ある訪問販売の中でも特に目に付くものとなっている。

### 業務区分
営業は定時作業ではないため、営業担当者は、配達や集金とは異なり複数区域の営業を兼ねることが可能である。このため、新聞販売店が管轄している全区域を担当する営業専門の者が居る場合も多い。作業内容のほとんどは一般的な営業職と手法は同じであり、業界内では「叩く」とも形容される作業になる。作業内容としては以下のものがある。
新規読者獲得
現在新聞を購読していない家庭を回り、契約を成立させる業務。いわゆる「顧客開拓」である。手当たり次第に回ることになるため、「テッポウ」「ピンポンダッシュ」と通称されることもある。
既存読者訪問
主に、契約期間の終了時期が近づいた家庭を回り、継続契約を成立させる作業。御用聞きもこれに含まれる。
契約状況の確認
現在は購読していないが、将来購読する契約をしている読者を回り、契約内容について再確認する。客の事情（購読者が入院、転居、死去など）により購読が不可能になる場合や、契約書そのものが架空契約などである場合があるため、この作業を義務付けている販売店は多い。
調査
客層の分析、競合紙の状況など、比較的多岐に渡る。特徴としては、他業界の営業職と比較し、自発的に行う者はかなり少なく、販売店から強制されて行っている感覚の者が多い。調査作業のみを店員に行わせ、そのデータを元に販売店の店長などが分析を行っているケースがほとんどである。職業モラルの低い店員の場合、その手間を惜しんで、依頼された調査資料へ架空のデータを記入をして店長などへ提出する場合もある。
拡材提供
購読契約と引き替えに拡材を渡す。洗濯洗剤やビール券、または商品券などが多い。販売店によっては拡材全てが自腹という場合もあるが、このようなケースは、近年はかなり減っている。
伝達事項の連絡
営業の際に、客から直接要件を伝達される場合がある。この内容を販売店へ連絡する。購読契約に絡んだ要件が多くなる。
同行営業
複数人で一緒に営業を回ること。同行するのは販売店内の他の店員との場合もあり、他の販売店からの応援要員のこともある。「連れション（つれしょん）」や「連叩き（れんだたき）」、または「連勧（れんかん）」などと言われる。
案内拡張
新聞拡張員を自分の担当読者宅へ案内し、営業をサポートしてもらうこと。販売店から強制される割に、自分の営業手当に役立つことはまずないために、前もって客と口裏を合わせておいて契約させないようにしておいたり、新聞拡張員へ虚偽の情報を与えて極力契約に結びつかないようにすることもある。
空き家チェック
主に購読していないマンションや一戸建てを回り、空き家になっていないかを調査する作業。希に、購読者が突然引っ越してしまう場合もあるため、既存読者宅のチェックも含まれるが、これは配達中に判ることが多い。
引っ越しチェック
前もって調査済みの空き家へ転入してきている所がないかを調査する作業。引っ越し・異動シーズンには新規読者獲得に直接繋がるため、最重要業務となる。

### 契約形態
新聞販売店、新聞の銘柄、地域によって若干の差はあるが、おおむね次のような契約形態がある。
縛り
現在の契約を継続したもの。
先起こし
現在の契約終了後、数ヶ月または数年などの間を置いて先の契約をしたもの。
起こし
現在は購読していないが過去に購読していた購読者が、再び契約したもの。止め起こしとも呼ばれる。
新勧
現在も過去にも購読していない購読者が新たに契約したもの。
先縛り
先の契約に対して、更に先の継続契約をしたもの。
マルチョン
購読者の継続契約書を無断で記入し、販売店へ提出したもの。購読者と口約束だけして店員がすべて記載したものも含まれる。本来は契約書として認められないが、意思の疎通が困難な読者もいるために、やむを得ず作成される場合もある。
これらの契約で、新聞販売店の店員が獲得した契約に営業を行って契約成立したものは、契約が比較的簡単に成立するため手当が低い。それに対して、新聞拡張員が獲得した契約に営業を行って契約成立したものは、手当が高めに設定されている。販売店によっては、新勧や起こしは従業員に求めず、新聞拡張員へ依存している所もある。

### 顧客の区分
契約形態と同様、新聞販売店、新聞の銘柄、地域によって若干の呼び方の差異はあるが、おおむね次のように呼ばれている。
固定読者
契約を交わさずに購読し続けている顧客。コストを安く抑えられるため、新聞販売店から重宝される（約なし固定）。
契約読者
随時、契約を継続して購読し続けている顧客。
申込読者
新聞販売店の店員を介さず、直接本社または販売店へ自発的に購読を申し込んできた顧客。
交代読者
複数の銘柄を交代で購読している顧客。個人的な付き合いの事情と、契約時に貰える拡材目当ての場合がほとんど。
拡禁読者
過去に何らかのトラブルが発生し、購読を禁止している顧客。この顧客の一覧は新聞販売店のブラックリストの役割を持つ。

### 営業手当
新聞拡張員よりも緩やかであるいう差はあるが、やはり他の営業職と同様、契約件数を客観的に測定しやすいために成果主義が適用されており、歩合制となっている。契約件数を上げるために、新聞販売店が定めた業務時間外や休日に出勤する者も居る。
新聞販売店がノルマを営業担当者へ課している場合も多いために、中には自腹を切って自分で架空の契約を行ったり、顔見知りの客へ頼み込んで購読料は自腹で契約を行ったり、拡材を自腹購入して営業に使用する場合もある。そのような契約は新聞販売店同士の取り決めで禁止されてはいるので、客や店員同士で口裏を合わせて表面化しないようにしている。また、新聞販売店でも部数の増えることが最優先の使命であるために、販売店へ損害の出ない内容であれば発覚しても厳しく言わないのが実情である。
新聞販売店同士の取り決め以前に、そもそも新聞公正競争規約が存在するが、現場レベルではほとんど意識されていない（または店員が知らない）場合が多い。

### その他
- 競合紙同士での拡材競争（サービス品の過剰提供）は以前よりは減っているが、水面下では現在も続いている。
- 販売店へ無断で店員が値引きを行っているケースが未だある（新聞業における特定の不公正な取引方法も参照）。
- 競合紙との争いの激しい地域や、部数の減少が目立つ新聞販売店では、数ヶ月程度の無料購読期間を設けている場合が非常に多い（建前上は「見本紙」としている）。
- 大抵は新聞拡張員よりもマナーが良く、立場上の様々な制約が存在するが、営業において行っている事は大きく変わらない。

## 区域管理

### 概要
自担当の配達区域に居を構える購読者を管理すること。単なる配達・集金・営業のみの単独業務とは異なり、管理責任を負うこととなる。購読の休止処理や、転入・転出読者のフォロー、またはクレーム処理などを行う。

### 業務区分
販売店ごとの差異が非常に大きい作業であるために、ここでは大まかなもののみを挙げる。
定数管理
部数の維持は当然として、更なる部数の増加を義務づけられる。部数の落ち込みがあれば営業担当者へ激励を行うこととなる。
要員管理
自区域における配達・集金・営業の各担当者に対しての監督責任を負う。

### 業務範囲について
区域管理と称する業務は、販売店によって大きく異なり曖昧なものとなっている。特に少人数の従業員でやり繰りしている販売店においては、この傾向が顕著であり、経営者（所長）が示す指針ですら明確ではない場合も多い。
現実的には、ある区域において配達・営業・集金を同一人物が行っている場合には、その人物が区域管理を行っているようなものであり、別に区域管理の責任者を置いてもほとんど機能はせず、形骸化した肩書きとなる場合が多い。新聞奨学生やパートが配達・集金を行い、区域管理者は営業と兼務するという形態が負荷的に釣り合いが取れるために、新興販売店を中心として、このような形態にしている所が増えている。

## 補助業務

### 概要
新聞配達業務の補助的作業。主に新聞販売店の店内業務が主となる。
代配など、区域を専従して担当している者以外が割り当てられる事が一般的で、販売店に依っては、パートタイマーなどが、チラシ折り込み・事務作業など一部作業を行う場合もある。

### 業務区分
販売店ごとの差異が非常に大きい作業であるために、ここでは大まかなもののみを挙げる。
チラシ折り込み
折り込み業者、または直接持ち込みで受け取ったチラシを、丁合機を使用または手作業にて丁合セットする事。規模の大きい販売店の中には、丁合セットされたチラシを、折込機器を使用して新聞へ折り込む事もある。「丁合」とは印刷・製本業界の用語で、新聞業界で単に「チラシを折り込む」と言った場合は通常、丁合セットする作業を指す。
拡材管理
拡材の在庫や発注を管理し、営業担当からの依頼に応じて拡材を引き渡す作業。職場モラルの低い販売店では、形骸化している場合が多い。
出版物管理
新聞以外の出版物の在庫や発注を管理し、配達担当者へ配布する作業。新聞社が発行する定期刊行物や、地域や商店街が刊行している出版物なども含まれる。
集金管理
集金担当者が集金してきた金銭を取り纏める作業。徴収された額と領収書と突き合わせてパソコン管理するのが一般的。
増減管理
配達担当者または区域管理者が行った増減を取り纏め、必要に応じて新聞社からの取紙を調整する作業。
総務
消費物品の管理や、定期行事の取り纏め、従業員の労務管理など作業。
経理・財務
販売店における経理作業の事。所長が行っている場合が殆どであるが、店長などの管理職従業員へ一部作業を委譲している場合もある。
企画
販売店における事業の企画を行う作業。経営企画レベルのことは所長または店長が本社担当との折衝の元で行っている場合が多いが、単発の営業企画レベルでは、現場に任せている場合も多い。

### 業務範囲
補助業務と称する業務は、販売店によって大きく異なり曖昧なものとなっている。少人数の従業員でやり繰りしている販売店においては、人員の関係上、従業員が持ち回りで（時には所長やその家族が）作業を行ったり、各自へ通常業務へ付け足す形で行わせていることも多い。

## 新聞配達をテーマにした作品
- 新聞少年 - 山田太郎の1965年の楽曲。八反ふじを作詞。
- ペーパーボーイ - アメリカ、アタリ社の1984年のアーケードゲーム。
- 山の郵便配達 - 1999年の中国映画。主人公の業務は郵便配達だが、新聞配達も兼ねている。
- ペーパーボーイズ - 2001年のアメリカのドキュメンタリー映画。6人の新聞配達少年が主人公。
- 貫太ですッ! - 2003年の東海テレビ制作の昼ドラマ。湘南の新聞販売店が舞台。
- かなめも - 石見翔子の4コマ漫画作品。2007年連載開始、2009年にテレビアニメ化。
- あさいちばんはやいのは - 阪田寛夫作詞、越部信義作曲の1964年の童謡。